# I Belumat
I Belumat sono stati un duo di musica in veneto bellunese, formato dal ricercatore ed etnomusicologo Gianluigi Secco e dal tenore e chitarrista Giorgio Fornasier.

## Storia
Nati ufficialmente nel 1972 e assieme fino al 2007, nel corso di questi trentacinque anni, hanno composto un centinaio di canti in dialetto bellunese che fanno ormai parte della tradizione musicale di tutta la Val Belluna e del Veneto. Tutte queste canzoni sono state raccolte col tempo in cassette e dischi, e CD venduti in tutta Italia. Hanno poi continuato ad operare in modo indipendente, anche attraverso Il Gruppo Culturale Belumat, nato nel 2001, che opera in una formazione più aperta.
Il duo si è esibito in numerosissime tournée in Italia e all'estero (Brasile, Stati Uniti, Canada, Australia, Messico, Argentina, Uruguay, Cile, Svizzera, Francia, Belgio, Regno Unito, ecc.)
Sono stati i conduttori televisivi della trasmissione A Marenda co i Belumat ("A merenda con i Belumat") su Antenna Tre Nordest, dove hanno ospitato le più importanti realtà culturali popolari del Veneto (trasmissione giunta ormai al tredicesimo anno di programmazione). Hanno anche ideato e condotto alcune rubriche su TeleBelluno e su Rai Tre.
Nel corso della loro attività i due Belumat, ciascuno secondo la propria attitudine, hanno compiuto un incommensurabile lavoro di ricerca etnomusicologica, storica e sociologica, raccogliendo tantissimo materiale inerente ai melos di tradizione orale dell'area veneta, i balli, le filastrocche, le tradizioni carnevalesche, le ricette, gli usi e costumi della civiltà veneta agricola fino ai giorni nostri collaborando anche con altri studiosi e ricercatori di fama internazionale.
Numerose inoltre le ricerche e gli studi sull'emigrazione veneta, dall'incontro con le comunità venete sparse nel mondo i Belumat hanno potuto compiere anche un intenso lavoro di ricostruzione filologica della parlata veneta arcaica.

## Formazione
- Gianluigi Secco (Belluno, 1946 – Belluno, 27 marzo 2020), etnomusicologo e gastronomo, è stato presidente della Associazione Culturale Internazionale Soraimar (a tutela delle culture locali), con sede ad Asolo. È stato fondatore e presidente del "Centro studi e documentazione Riti e Carnevali di montagna" e membro fondatore della "Orchestra da Camera di Belluno" e del Circolo bellunese "Al Zenpedon". È stato autore di numerose canzoni del duo, di libri di poesia e sulle tradizioni popolari.
- Giorgio Fornasier (Belluno, 1947), musicista polivalente fondatore dell'ensemble barocco Domenico Zipoli, è tenore, chitarrista e pianista, autore di numerose canzoni del duo. È anche stato nominato dal consiglio Regionale Veneto nel 1986 Presidente della Azienda di Promozione Turistica delle Prealpi e Dolomiti Bellunesi, è stato un dirigente dell'Associazione internazionale Prader-Willi.

## Discografia
LP e musicassette editi da Radioteledomiti
- 1976 - Aria de Belun
- 1977 - Belun Doi
- 1979 - Emigrate
- 1980 - Belumat 10
- 1984 - Cinque e tre otto

Editi in proprio
- 1986 - The seccer
- 1986 - Veci e boce